# Toyota Passo

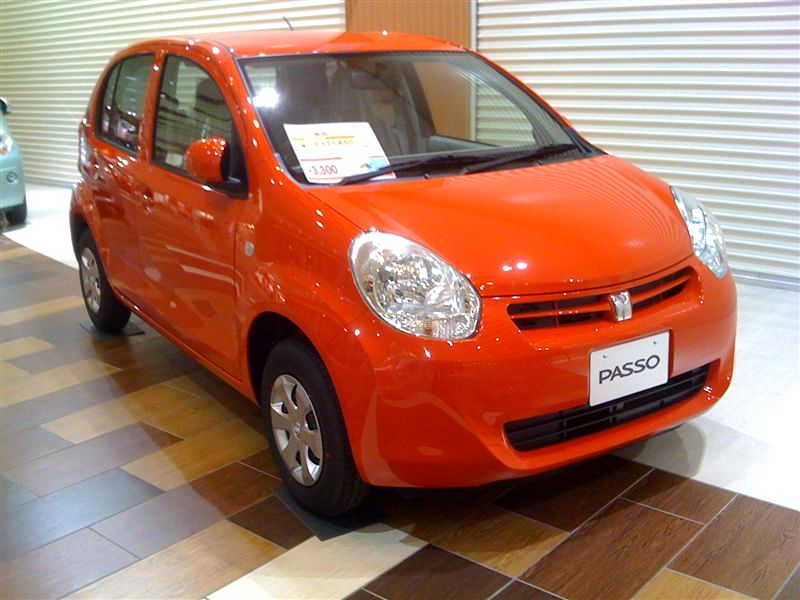
Toyota Passo II

La Toyota Passo est une voiture du constructeur automobile japonais Toyota lancée en novembre 2004.
Petite voiture développée sur la base de la Toyota Vitz, la Passo est également vendue au Japon sous l'appellation Daihatsu Boon, laquelle devient, en Europe, Daihatsu Sirion, ainsi que Subaru Justy. Elle se retrouve également en Malaisie et s'appelle alors Perodua Myvi.
Modèle discret lancé en 2004, la Passo n'a connu que très peu d'évolutions pendant sa carrière. Elle s'est toutefois déclinée en Toyota Passo Sette à partir de janvier 2009, mais si une partie du nom et la plate-forme sont communs aux deux modèles, leur positionnement sur le marché est très différent, la Sette appartenant à la catégorie des petits monospaces.
La deuxième génération de Passo est lancée au Japon au printemps 2010.
{{clr[left}}

## Carrière
Ce n'est pas courant au Japon, mais la Passo, au lieu de faire une première année forte puis décliner, a au contraire commencé doucement sa carrière pour petit à petit gagner des places.
Avec à peine 70 000 voitures vendues en 2004, la Passo se classait alors en 14e place. Elle arrivait ensuite 13e en 2005 et 2006 pour atteindre la 9e place en 2007, avec 80 000 ventes. La demande restait soutenue en 2008 et 2009.
Sa jumelle la Daihatsu Boon est en moyenne presque 20 fois moins diffusée au Japon.